# Ferneiella incompleta
Ferneiella incompleta is een muggensoort uit de familie van de Scatopsidae. De wetenschappelijke naam van de soort is voor het eerst geldig gepubliceerd in 1886 door Verrall. De oorspronkelijke naam was Scatopse incompleta.
De soort komt voor in Europa.